# Namalycastis siolii
Namalycastis siolii är en ringmaskart som först beskrevs av Corrêa 1948.  Namalycastis siolii ingår i släktet Namalycastis och familjen Nereididae. Inga underarter finns listade i Catalogue of Life.